# Torneio Roberto Gomes Pedrosa
Das Torneio Roberto Gomes Pedrosa – ab 1968 auch als Taça de Prata („Silberpokal“) bekannt und oft Robertão („großes Roberto“) genannt – ist ein zwischen 1967 und 1970 vier Mal ausgetragener brasilianischer Fußballwettbewerb für Vereinsmannschaften und ist, gemeinsam mit der Taça Brasil Vorläufer der heutigen nationalen brasilianischen Meisterschaft, des Campeonato Brasileiro de Futebol. Die Sieger des Turnieres wurden zeitgenössisch als Campeões, als Meister von Brasilien, angesehen und fanden als solches auch durch die Confederação Brasileira de Desportos (CBD) Anerkennung. Nach der Reorganisation des nationalen Sportwesens in den 1970er Jahren wurde die Confederação Brasileira de Futebol (CBF) zum höchsten Organ des brasilianischen Fußballs. Diese verweigerte den Gewinnern von Taça Brasil und Taça de Prata bis 2010 die Anerkennung als Landesmeister.

## Geschichte
Das Turnier ging aus dem Torneio Rio-São Paulo, dem seit 1933 in unregelmäßigen Abständen ausgetragenen Wettbewerb der besten Vereinsmannschaften von Rio de Janeiro und São Paulo hervor, der 1954 offiziell nach dem im selben Jahr verstorbenen vormaligen brasilianischen Nationalmannschafts- und Botafogo-FR-Torwart und späteren Vorsitzenden des Verbandes von São Paulo Roberto Gomes Pedrosa benannt wurde. In Abwesenheit eines nationalen Wettbewerbes – ein solcher war vor der Einrichtung erschwinglicher Flugverbindungen in dem großen Land nicht wirklich durchführbar – war das Rio-São Paulo wohl das bedeutendste Regionalturnier Brasiliens. Nach der Einführung eines nationalen Wettbewerbes mit der Taça Brasil („Brasilien-Pokal“), einem Pokalwettbewerb, der 1959 vornehmlich zur Ermittlung der brasilianischen Teilnehmer an der 1960 eingeführten Copa Libertadores geschaffen wurde, verlor das Turnier aber zusehends an Bedeutung.
Zur Verbreiterung der Basis luden die ausrichtenden Verbände von São Paulo und Guanabara 1967 auch Vereine aus den Bundesstaaten Minas Gerais, Paraná und Rio Grande do Sul zur Teilnahme ein. Dem Gewinner des Turnieres wurde ein Teilnehmerplatz an der Libertadores versprochen. Da dies nunmehr nicht mehr nur ein Wettbewerb zwischen Vereinen von Rio und São Paulo war, wurde der offizielle Name Torneio Roberto Gomes Pedrosa erfolgreich propagiert.
Nach dem erfolgreichen Verlauf des ersten Turnieres, welches die seinerzeit führende Vereinsmannschaft Brasiliens, die SE Palmeiras aus São Paulo gewann, übernahm nunmehr der brasilianische Fußballverband, die Confederação Brasileira de Futebol, die Federführung und auch die Spitzenvereine aus den Staaten Pernambuco und Bahia wurden zur Teilnahme eingeladen. Das zweite Robertão wurde aufgrund der neugestifteten Trophäe auch Taça Prata („Silberpokal“) genannt. Gewinner wurde der FC Santos, der damit den letzten großen Erfolg der Pelé-Ära einfuhr.
Nachdem das Turnier 1968 erneut mit großem Erfolg durchgeführt worden war, stellte der brasilianische Verband den Wettbewerb um die Taça Brasil ein und beide Libertadores-Teilnehmer, die Brasilien in jener Zeit zustanden, wurden nunmehr über das Robertão ermittelt. 1969 gewann Palmeiras das Turnier ein zweites Mal und 1970 gewann mit dem Fluminense FC auch ein Verein aus Rio de Janeiro den Silberpokal. Der Cruzeiro EC aus Belo Horizonte und Palmeiras qualifizierten sich in jenen Jahren jeweils für den zweiten Libertadores-Platz.
Nach 1970 eröffnete der Verband Vereinen aus allen Bundesstaaten Brasiliens den Zugang und unter dem Namen Campeonato Nacional de Clubes wurde 1971 die erste offizielle nationale Fußballmeisterschaft des Landes ausgetragen.
Die Sieger des Torneio Roberto Gomes Pedrosa, wie auch der Taça Brasil haben sich seither bemüht, vom Verband fußballhistorisch mit den Meistern von Brasilien ab 1971 gleichgestellt zu werden, was ihnen jedoch bis 2010 versagt blieb. Diese Vereine verwiesen gerne darauf, dass sie schließlich als Meister für die Copa Libertadores gemeldet und zeitgenössisch auch allgemein als Meister von Brasilien bezeichnet wurden, sowie auch auf diverse offizielle Publikationen der CBD in denen sie ebenso ausdrücklich als Campeão, als Meister bezeichnet wurden. Am 21. Dezember 2010 erfolgte schließlich in einer festlichen Zeremonie im Itanhangá Golf Club im Westen von Rio de Janeiro die langersehnte Unificação dos Títulos brasileiros, die offizielle Anerkennung durch die CBF als Meister. Verbandspräsident Ricardo Teixeira überreichte den Vertretern der Vereine, welche die Taça Brasil und die Taça de Prata gewonnen haben offizielle Diplome, Meisterschaftsschärpen und Miniaturausgaben der aktuellen Meisterschaftstrophäe mit eingravierten Vereinsnamen und Jahr des Titelgewinnes. Den Vereinen wurden jeweils 20 Medaillen zu Weiterleitung an die beteiligten Spieler übergeben; Pelé wurden seine sechs Meisterschaftsmedaillen bereits innerhalb der Zeremonie ausgehändigt. Seit diesem Tag sind Listen der Meister von Brasilien ohne die Gewinner von Taça Brasil und Taça de Prata auch offiziell unvollständig.

## Modus
Das Turnier begann 1967 mit 15 Teilnehmern. Jeweils fünf kamen aus Rio de Janeiro, das damals als Bundesstaat Guanabara firmierte, und dem Staat São Paulo. Jeweils zwei Teilnehmer kamen aus Minas Gerais und Rio Grande do Sul sowie einer aus den Paraná. Ab 1968 kamen jeweils noch ein Verein aus den Staaten Pernambuco und Bahia hinzu.
Die Teilnehmer wurden in zwei Gruppen unterteilt, die 1967 7 bzw. 8 Teilnehmer, und in den darauffolgenden Jahren 8 bzw. 9 Mannschaften umfassten. Die einzelnen Mannschaften spielten jeweils einmal gegen alle Mannschaften aus der eigenen und auch der anderen Gruppe. Die beiden Erstplatzierten der beiden Gruppen qualifizierten sich für die Finalgruppe in der 1967 jeder gegen jeden sowohl einmal zu Hause als auch Auswärts antrat. In den folgenden Jahren trat jeder nur noch einmal gegen alle anderen an. Der erste der Finalgruppe war der Wettbewerbssieger.
1967 wurden die Punkte und Tore der ersten Runde zu den Ergebnissen der Endrunde addiert. In späteren Jahren war dies nicht mehr der Fall, und in der Endrundengruppe zählten nurmehr die Ergebnisse der Endrundenspiele.

## Überblick
Die sortierbare Haupttabelle zeigt alle Teilnehmer der vier Ausspielungen des Torneio Roberto Gomes Pedrosa an und deren Platzierungen an. Die Platzierungen der ersten vier von 1967 beruhen auf der Gesamtpunktzahl von erster und zweiter Runde, in den anderen Jahren auf den Ergebnissen der Endrunde.
| Verein                   | Verband | 1967 0 | 1968 0 | 1969 0 | 1970 0 |
| Bahia, EC                | BA      | 16.    | 11.    | 11.    |        |
| Atletico Mineiro         | MG      | 8.     | 7.     | 6.     | 3.     |
| Cruzeiro EC              | MG      | 7.     | 8.     | 2.     | 4.     |
| Náutico Capibaribe       | PE      | 17.    |        |        |        |
| Santa Cruz FC            | PE      | 15.    | 12.    |        |        |
| Athletico Paranaense     | PR      | 9.     |        | 13.    |        |
| Coritiba FC              | PR      | 12.    |        |        |        |
| Ferroviário CA           | PR      | 15.    |        |        |        |
| America FC               | RJ      |        |        | 7.     | 15.    |
| Bangu AC                 | RJ      | 9.     | 11.    |        |        |
| Botafogo FR              | RJ      | 14.    | 13.    | 4.     | 7.     |
| Flamengo, CR             | RJ      | 11.    | 15.    | 16.    | 6.     |
| Vasco da Gama, CR        | RJ      | 12.    | 3.     | 17.    | 17.    |
| Fluminense FC            | RJ      | 13.    | 12.    | 9.     | 1.     |
| Grêmio FBPA              | RS      | 4.     | 6      | 10.    | 8.     |
| Internacional, SC        | RS      | 3.     | 2.     | 5.     | 5.     |
| Portuguesa               | SP      | 5.     | 14.    | 14.    |        |
| Santos FC                | SP      | 6.     | 1.     | 8.     | 10.    |
| Corinthians Paulista, SC | SP      | 2.     | 5.     | 3.     | 9.     |
| Palmeiras, SE            | SP      | 1.     | 4.     | 1.     | 2.     |
| Sao Paulo, FC            | SP      | 10.    | 10.    | 13.    | 14.    |
| Ponte Preta, AA          | SP      | 16.    |        |        |        |

| Meister |
| - 1967: SE Palmeiras (São Paulo) - 1968: FC Santos (Santos, SP) - 1969: SE Palmeiras (São Paulo) - 1970: Fluminense FC (Rio de Janeiro)                                                              |
| Torschützenkönige |
| - 1967: 15 Tore – César Maluco (Palmeiras) 0 15 Tore – Ademar Pantera (Flamengo) - 1968: 18 Tore – Toninho Guerreiro (FC Santos) - 1969: 14 Tore – Edu (America) - 1970: 12 Tore – Tostão (Cruzeiro) |
| Teilnehmer – Spiele – Tore – pro Spiel |
| - 1967: 15 – 117 – 316 – 2,70 - 1968: 17 – 142 – 361 – 2,54 - 1969: 17 – 142 – 381 – 2,68 - 1970: 17 – 142 – 313 – 2,20                                                                              |
| Zuschauer – pro Spiel |
| - 1967: 2.403.765 – 20.545 - 1968: 2.520.358 – 17.749 - 1969: 3.133.514 – 22.067 - 1970: 2.876.778 – 20.259                                                                                          |

## Saisondetails

### Torneio Roberto Gomes Pedrosa 1967
| SE Palmeiras | Gewinner 1967: SE Palmeiras (São Paulo) Die Meistermannschaft: Perez; Djalma Santos, Baldochi, Minuca, Ferrari; Dudu, Ademir da Guia; Dario, Zico, Servilio, César Maluco, Tupãzinho, Reinaldo. Trainer: Mário Travaglini |

| Verein | Verein               | Sp. | G-U-V  | Punkte | Tore  | TD |
| 1.     | SE Palmeiras         | 20  | 10-8-2 | 28-12  | 39:26 | 13 |
| 2.     | Corinthians Paulista | 20  | 11-5-4 | 27-13  | 34:24 | 10 |
| 3.     | SC Internacional     | 20  | 07-9-4 | 23-17  | 24:19 | 05 |
| 4.     | Grêmio FBPA          | 20  | 06-9-5 | 21-19  | 24:18 | 06 |

| 20.05.1967 | SC Corinthians – Grêmio FBPA      | 2:1 |
| 21.05.1967 | SC Internacional – SE Palmeiras   | 1:2 |
| 24.05.1967 | SC Corinthians – SE Palmeiras     | 2:2 |
| 24.05.1967 | Grêmio FBPA – SC Internacional    | 1:1 |
| 28.05.1967 | SC Corinthians – SC Internacional | 0:1 |
| 28.05.1967 | Grêmio FBPA – SE Palmeiras        | 1:1 |
| 01.06.1967 | SE Palmeiras – SC Internacional   | 0:0 |
| 01.06.1967 | Grêmio FBPA – SC Corinthians      | 0:1 |
| 04.06.1967 | Palmeiras – SC Corinthians        | 1:0 |
| 04.06.1967 | SC Internacional – Grêmio FBPA    | 0:0 |
| 07.06.1967 | SC Internacional – SC Corinthians | 3:0 |
| 08.06.1967 | SE Palmeiras – Grêmio FBPA        | 2:1 |

| Zeitraum:             | 5. März – 8. Juni 1967 |
| Teilnehmer / Spiele:  | 15 / 316 |
| Torschützenkönig:     | 15 Tore – César Maluco (Palmeiras) 015 Tore – Ademar Pantera (Flamengo)                                                                               |
| Bester Angriff:       | 39 Tore – Palmeiras |
| Beste Verteidigung:   | 13 Tore – São Paulo |
| Höchster Sieg:        | 12.03.1967 – SE Palmeiras – Vasco da Gama 5:0 |
| Tore / pro Spiel:     | 316 / 2,70 |
| Zuschauer/ pro Spiel: | 2.403.765 / 20.545 |
| Bestbesuchte Spiele:  | 05.03. – 91.042 – Atlético Mineiro – Cruzeiro EC 0:4 019.03. – 56.637 – CR Flamengo – FC Santos 0:1 013.05. – 56.208 – SC Corinthians – FC Santos 1:1 |

### Torneio Roberto Gomes Pedrosa 1968
| FC Santos | Gewinner 1968: Santos Futebol Clube (Santos, SP) Die Meistermannschaft: Cláudio, Laércio; Carlos Alberto Torres, Ramos Delgado, Marçal, Rildo, Clodoaldo, Lima, Edu, Toninho Guerreiro, Douglas, Pelé, Abel. Trainer: Antonio Fernandes (Antoninho) |

| Verein | Verein           | Sp. | G-U-V | Punkte | Tore | TD |
| 1.     | FC Santos        | 3   | 3-0-0 | 6-2    | 7:2  | 5  |
| 2.     | SC Internacional | 3   | 1-0-2 | 2-4    | 6:5  | 1  |
| 3.     | CR Vasco da Gama | 3   | 1-0-2 | 2-4    | 4:7  | −3 |
| 4.     | SE Palmeiras     | 3   | 1-0-2 | 2-4    | 3:6  | −3 |

| 04.12.1968 | SE Palmeiras – CR Vasco da Gama     | 3:0 |
| 04.12.1968 | SC Internacional – FC Santos        | 1:2 |
| 08.12.1968 | CR Vasco da Gama – SC Internacional | 3:2 |
| 08.12.1968 | FC Santos – SE Palmeiras            | 3:0 |
| 10.12.1968 | CR Vasco da Gama – FC Santos        | 1:2 |
| 10.12.1968 | SC Internacional – SE Palmeiras     | 3:0 |

| Zeitraum:             | 24. August – 10. Dezember 1968 |
| Teilnehmer / Spiele:  | 17 / 142 |
| Torschützenkönig:     | 18 Tore – Toninho Guerreiro (FC Santos) |
| Bester Angriff:       | 44 Tore – FC Santos |
| Beste Verteidigung:   | 11 Tore – Grêmio |
| Höchster Sieg:        | 10.10.1968 – FC Santos – EC Bahia 9:2 |
| Tore / pro Spiel:     | 361 / 2,54 |
| Zuschauer/ pro Spiel: | 2.520.358 / 17.749 |
| Bestbesuchte Spiele:  | 27.10. – 87.360 – Atlético Mineiro – Cruzeiro EC 0:1 030.11. – 79.894 – CR Flamengo – Vasco da Gama 0:2 015.09. – 78.022 – CR Flamengo – FC Santos 0:2 |

### Torneio Roberto Gomes Pedrosa 1969
| SE Palmeiras | Gewinner 1969: SE Palmeiras (São Paulo) Die Meistermannschaft: Émerson Leão; Eurico, Baldochi, Nélson, Zeca, Dudu, Ademir da Guia, Cardoso, Copeu, Jaime, César Maluco, Pio, Serginho. Trainer: Rubens Minelli |

| Verein | Verein               | Sp. | G-U-V | Punkte | Tore | TD |
| 1.     | SE Palmeiras         | 3   | 1-2-0 | 4-2    | 4:2  | 2  |
| 2.     | Cruzeiro EC          | 3   | 1-2-0 | 4-2    | 5:4  | 1  |
| 3.     | Corinthians Paulista | 3   | 1-1-1 | 3-3    | 2:2  | 0  |
| 4.     | Botafogo FR          | 3   | 0-1-2 | 1-5    | 3:6  | −3 |

| 30.11.1969 | SE Palmeiras – SC Corinthians | 0:0 |
| 30.11.1969 | Botafogo FR – Cruzeiro EC     | 2:2 |
| 03.12.1969 | Cruzeiro EC – SE Palmeiras    | 1:1 |
| 03.12.1969 | SC Corinthians – Botafogo FR  | 1:0 |
| 07.12.1969 | SE Palmeiras – Botafogo FR    | 3:1 |
| 07.12.1969 | Cruzeiro EC – SC Corinthians  | 2:1 |

| Zeitraum:             | 6. September – 7. Dezember 1969 |
| Teilnehmer / Spiele:  | 17 / 142 |
| Torschützenkönig:     | 14 Tore – Edu (América) |
| Bester Angriff:       | 31 Tore – SC Corinthians |
| Beste Verteidigung:   | 15 Tore – Corinthians & Internacional |
| Höchster Sieg:        | 08.10.1969 – FC Santos – Portuguesa 6:2 |
| Tore / pro Spiel:     | 381 / 2,68 |
| Zuschauer/ pro Spiel: | 3.133.514 / 22.067 |
| Bestbesuchte Spiele:  | 28.09. – 97.928 – Atlético Mineiro – Cruzeiro EC 1:2 026.10. – 87.872 – Fluminense FC – FC Santos 0:0 001.11. – 70.322 – CR Flamengo – FC Santos 1:4 |

### Torneio Roberto Gomes Pedrosa 1970
| Fluminense FC | Gewinner 1970: Fluminense FC (Rio de Janeiro) Die Meistermannschaft: Félix; Oliveira, Galhardo, Assis, Marco Antônio Feliciano, Toninho; Denilson, Didi; Cafuringa, Mickey, Cláudio Garcia, Lula. Trainer: Paulo Amaral. |

| Verein | Verein           | Sp. | G-U-V | Punkte | Tore | TD |
| 1.     | Fluminense FC    | 3   | 2-1-0 | 5-1    | 3:1  | 2  |
| 2.     | SE Palmeiras     | 3   | 2-0-1 | 4-2    | 7:3  | 4  |
| 3.     | Atlético Mineiro | 3   | 0-2-1 | 2-4    | 2:5  | −3 |
| 4.     | Cruzeiro EC      | 3   | 0-1-2 | 1-5    | 3:6  | −3 |

| 13.12.1970 | Fluminense FC – SE Palmeiras | 1:0 |
| 13.12.1970 | Cruzeiro – Atlético-MG       | 1:1 |
| 16.12.1970 | Cruzeiro EC – Fluminense FC  | 0:1 |
| 16.12.1970 | SE Palmeiras – Atlético-MG   | 3:0 |
| 20.12.1970 | SE Palmeiras – Cruzeiro EC   | 4:2 |
| 20.12.1970 | Fluminense FC – Atlético-MG  | 1:1 |

| Zeitraum:             | 20. September – 20. Dezember 1970 |
| Teilnehmer / Spiele:  | 17 / 142 |
| Torschützenkönig:     | Tostão (Cruzeiro) |
| Bester Angriff:       | 29 Tore – Fluminense FC |
| Beste Verteidigung:   | 9 Tore – CR Flamengo |
| Höchster Sieg:        | 18.11.1970 – Cruzeiro EC – AA Ponte Preta 6:0 |
| Tore / pro Spiel:     | 313 / 2,20 |
| Zuschauer/ pro Spiel: | 2.876.778 / 20.259 |
| Bestbesuchte Spiele:  | 20.12. – 112.403 – Fluminense FC – Atlético Mineiro 1:1 013.12. – 085.253 – Atlético Mineiro – Cruzeiro EC 1:1 022.11. – 081.616 – CR Flamengo – Fluminense FC 1:1 025.10. – 076.505 – Atlético Mineiro – Cruzeiro EC 1:1 002.12. – 069.156 – CR Flamengo – Atlético Mineiro 1:0 |